# Château de Knockdrin
Le château de Knockdrin est un château du XVIIIe siècle qui se présente sous la forme d'un manoir néo-gothique crénelé. Il se trouve en Irlande à Mullingar. C'est actuellement la maison de la famille von Prondzynski. Ferdinand von Prondzynski est l'actuel président de la Dublin City University située à Glassneven.

## Histoire
Jusqu'au XVIIIe siècle, la résidence principale du domaine seigneurial était un château normand qui a été détruit par un incendie. La partie principale du château actuel a été construite à la fin du XVIIIe siècle par Sir Richard Levinge, lord lieutenant du comté de Westmeath, et de nouvelles modifications et des ajouts ont été réalisés au milieu du XIXe siècle. La famille Levinges, protestante, est venue en Irlande avec les Orangistes, à la fin du XVIIe siècle. Le premier à s'y installer fut Sir Richard Levinge, Lord Chief Justice d'Irlande et membre des lords commissaires, nommés par la couronne britannique  pour régler les questions des terres survenues en Irlande après la conquête de Cromwell qui expropria les propriétaires irlandais, ainsi que les questions de la restauration et des guerres williamites. Richard Levinge a profité de sa position pour acheter avantageusement le domaine de Knockdrin Tuites, qui avait appartenu autrefois à une famille d'Irlandais descendants de Normands. Ses terres représentaient un immense domaine de quarante-neuf kilomètres carrés (12 000 acres). 
Le domaine actuel d'environ quatre kilomètres carrés (1 000 acres) a été aménagé en terrain de chasse. Lord Randolph Churchill et Lady Churchill, parents de Winston Churchill, furent fréquemment invités à y chasser. Jennie Churchill déclara que les renards étaient aussi sauvages que la population locale. Winston Churchill lui-même a visité en privé le château pendant la guerre d'Indépendance. 
Au cours de la Seconde Guerre mondiale, le château fut réquisitionné pour l'hébergement des troupes et occupé par un régiment de la 6e division d'infanterie de l'armée irlandaise (basé à Dublin). L'armée a quitté l'endroit en 1945 et remis le château de nouveau à la famille Levinge. 

## Aujourd'hui

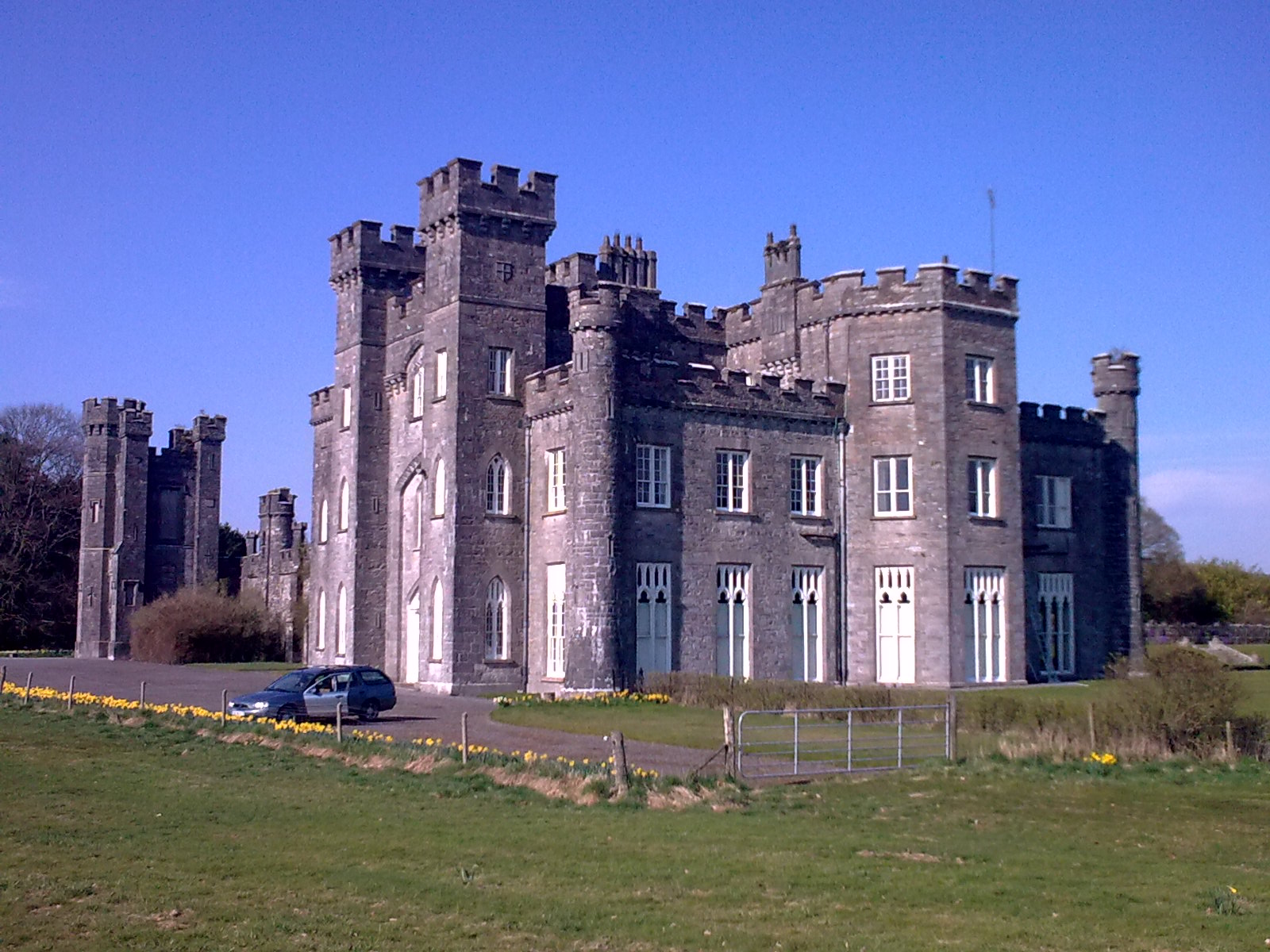
Le Château de Knockdrin Mullingar

Les Levinge restent propriétaires de Knockdrin jusqu'en 1946. Le dernier représentant de la famille, Sir Richard Levinge (plus tard directeur de Guinness), n'y avait pas beaucoup vécu. Le domaine est vendu en 1946 à Paddy Dunne-Cullinan qui y resta jusqu'en 1961, lorsque le château est vendu à Hans et Irene von Prondzynski, originaires d'Allemagne. Les terres agricoles sont maintenant louées, mais la famille continue à vivre au château.

## Dénomination
Jusqu'au milieu du XIXe siècle, le château et le domaine étaient appelés "High Park". La propriété a ensuite été rebaptisée "Knockdrin", d'après une colline située dans le domaine, le nom est également lié à Lough Drin, un petit lac dans la propriété. Le nom irlandais de la localité est «Muine Liath (qui se prononce en transcription anglaise: moe nah lee) qui signifie arbustes gris.